# Vyšná Boca
Vyšná Boca (allemand : Oberbotza, hongrois : Királyboca) est un village de Slovaquie situé dans la région de Žilina.

## Histoire
La première mention écrite du village date de 1850.

## Démographie

### Évolution de la population
| Année:               | 1994. | 2004.   | 2014.   | 2024.    |
| -------------------- | ----- | ------- | ------- | -------- |
| Nombre de personnes: | 107   | 108     | 109     | 93       |
| Différence:          |       | +0,93 % | +0,92 % | -14,67 % |

| Année:               | 2023. | 2024.   |
| -------------------- | ----- | ------- |
| Nombre de personnes: | 94    | 93      |
| Différence:          |       | -1,06 % |